# Кулой (Чечня)
Кулой — покинутый аул в Чеберлоевском районе Чеченской Республики.

## География
Аул расположен на правом берегу реки Кулойахк, к юго-востоку от районного центра Шаро-Аргун.
Ближайшие населённые пункты и развалины покинутых аулов: на северо-западе — бывшие аулы Батыйаул и Чубах-Кенерой, на северо-востоке — бывшие аулы Пэтэаул, Тушикаул и Мамонаул, на юго-западе — село Нохчи-Келой и бывшие аулы Монахой, Инкот, на юго-востоке — село Ари-Аул и бывший аул Цикарой.
Рядом с аулом находится вершина Кулой-лам (Кулойская гора). Кулой-лам означает «Гора кулойцев».

## История
12-18 июля 1877 года произошли военные действия отрядов полковника Накашидзе, подполковника Лохвицкого и местной милиции под командой Курбанова и Акаева против повстанцев в Аргунском округе. В ходе которой были уничтожены аулы Буни, Кулой, Макажой, Седой, Нежелой и др.